# الدوري الأوروغواياني لكرة القدم 1987
الدوري الأوروغواياني لكرة القدم 1987 (بالإسبانية: Campeonato Uruguayo de Primera División 1987)‏ هو الموسم 85، و84 من  الدوري الأوروغواياني لكرة القدم. الذي يشرف على تنظيمه اتحاد أوروغواي لكرة القدم، وكان عدد الأندية المشاركة فيه  13، وفاز فيه ديفينسور سبورتينغ.